# Gabriela Weißbrodt

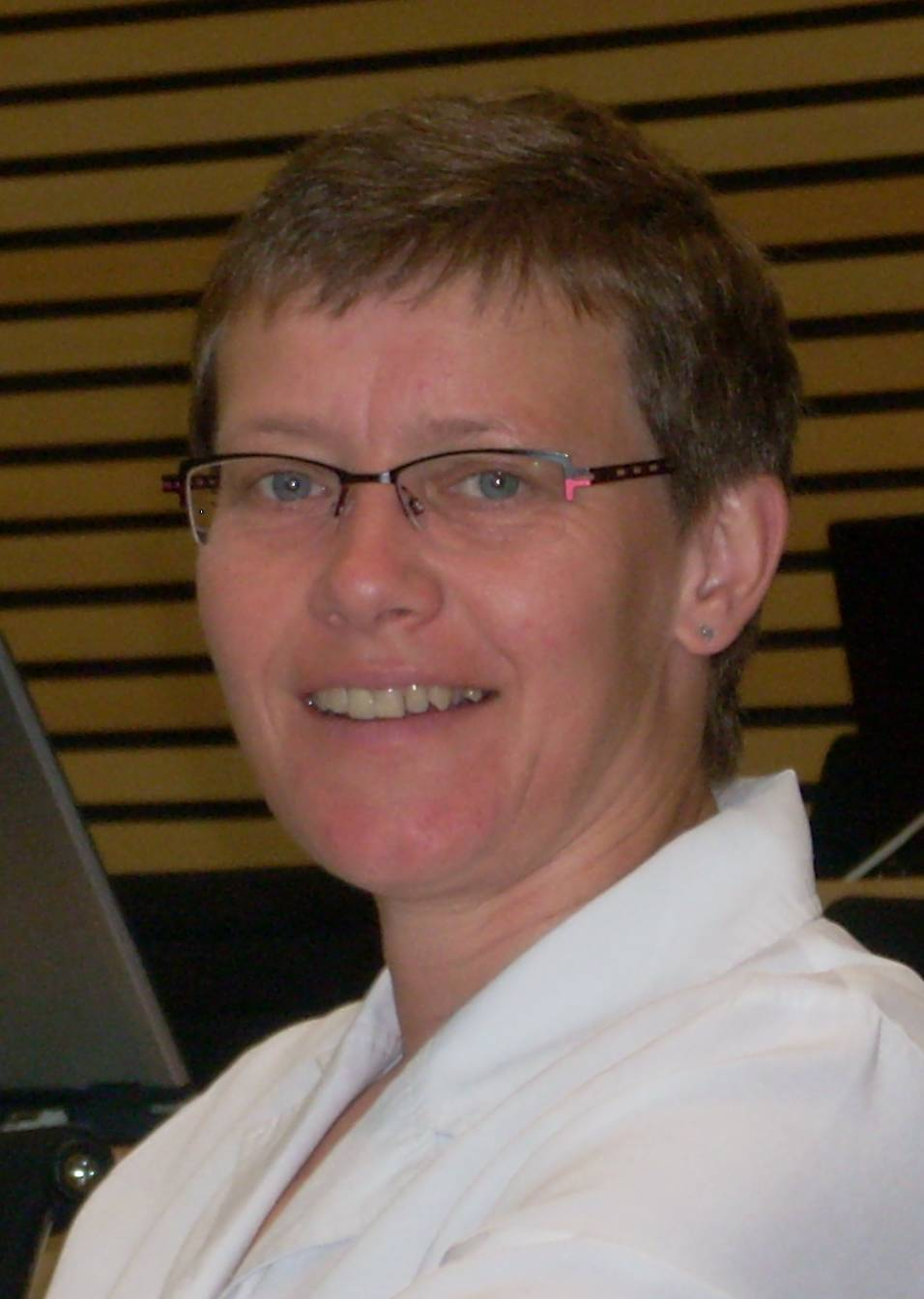
Gabriela Weißbrodt, 7. August 2009

Gabriela Weißbrodt (* 3. August 1962 in Suhl) ist eine deutsche Politikerin (CDU) und war von 2008 bis 2009 Mitglied des Thüringer Landtags.

## Werdegang
Weißbrodt erwarb 1984 einen Abschluss als Industriekaufmann im Kombinat EGS Suhl und war danach bis 1990 für die LPG Oberweißbach tätig. Von 1987 bis 1993 absolvierte sie ein Fernstudium an der Friedrich-Schiller-Universität Jena. Von 1992 bis 1996 war sie als freiberufliche Dozentin tätig.
In den Jahren 1992 bis 1994 gehörte sie als Kreistagspräsidentin der CDU-Kreistagsfraktion im Kreis Neuhaus am Rennweg an. Von 1996 bis 1998 war sie Büroleiterin im Wahlkreisbüro der Bundesministerin Claudia Nolte. Zugleich absolvierte sie von 1996 bis 1999 ein berufsbegleitendes Studium an der Verwaltungs- und Wirtschaftsakademie Erfurt. Danach war sie kurzzeitig als Referentin der CDU-Fraktion im Erfurter Stadtrat und schließlich von 2000 bis 2008 als Wahlkreismitarbeiterin des Landtagsabgeordneten Michael Panse tätig. Am 2. September 2008 zog sie als Nachrückerin für den verstorbenen Andreas Sonntag schließlich selbst in den Landtag ein, schied jedoch dort schon ein knappes Jahr später infolge der Landtagswahl 2009, bei der sie auf Platz 42 der CDU-Landesliste kandidiert hatte, wieder aus.